# 安娜-格蕾特·斯特倫-埃里克森

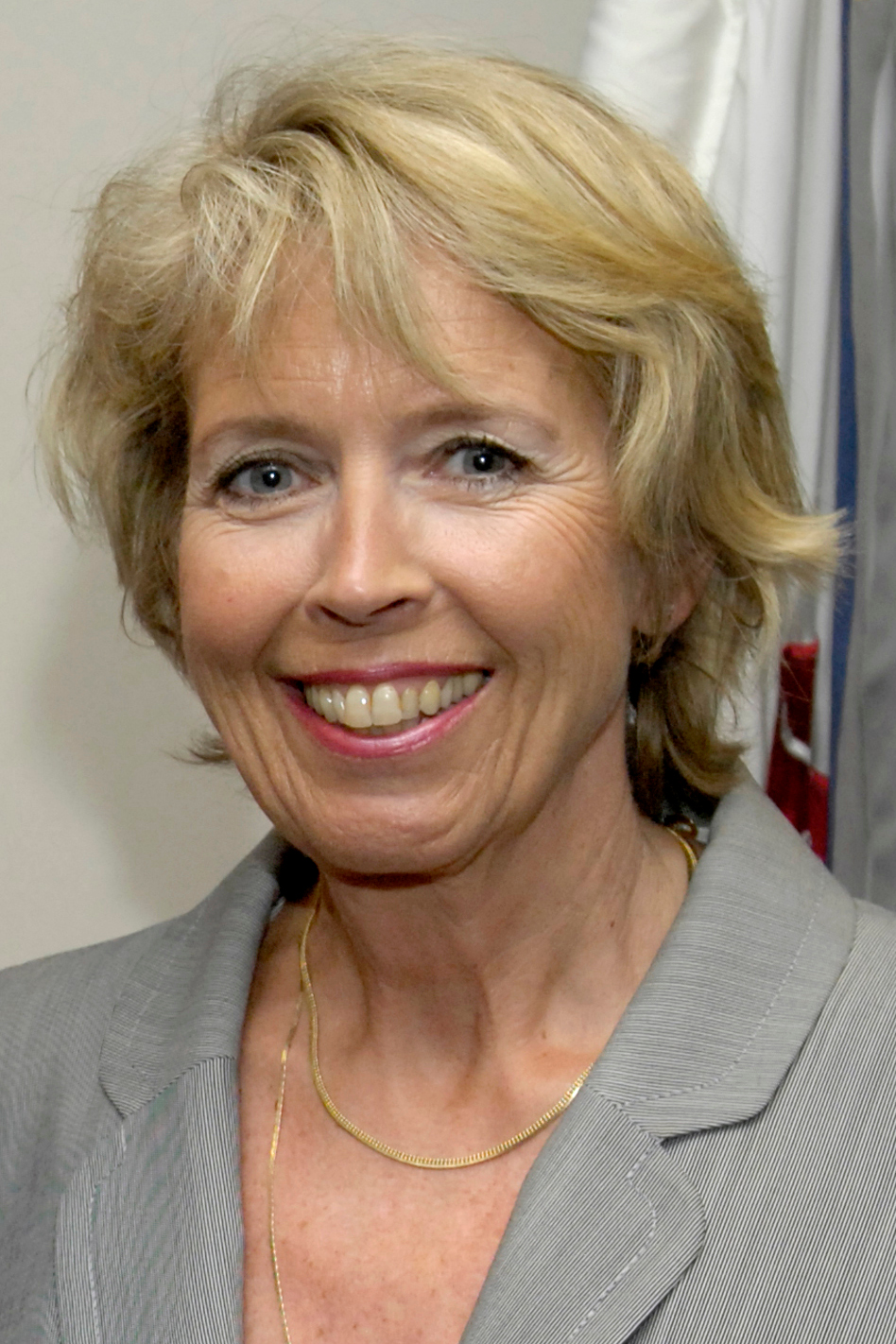
安娜-格蕾特·斯特倫-埃里克森

安娜-格蕾特·斯特倫-埃里克森（Anne-Grete Strøm-Erichsen，1949年10月21日—）是挪威從政者，隸屬工黨。她於2005年至2009年、2012年至2013年擔任挪威國防大臣，2009年至2012年擔任衛生與護理大臣。
她於1999年至2000年擔任卑爾根市長，從2000年至2003年擔任卑爾根市議會主席。